# 楠真由美
楠 真由美（くすのき まゆみ）は、日本の元AV女優。高島妙子などの名義で出演した作品もある。

## 作品

### 2002年
- 2002年7月31日 近親遊戯 母と子#05（グローバルメディアエンタテインメント）
- 2002年8月1日 かまきり未亡人 巨乳の疼き（レイディックス）
- 2002年9月6日 爆裂！巨乳妻（ディープス）
- 2002年10月1日 昼下がりの淫ら妻 7（クリスタル映像、オムニバス）
- 2002年10月23日 La Madam 6（ルビー、高島妙子名義）
- 2002年10月30日 人妻グッチョリーナ 巨乳奥さまと一晩中（メディアステーション、オムニバス）
- 2002年11月1日 人妻味比べ（ムーディーズ、オムニバス）
- 2002年11月2日 熟女微熱（エムズファクトリー、共演：水野さくら）
- 2002年12月1日 熟女のまごころ（レイディックス）
- 2002年12月3日 セーラー熟女 恥ずかしくて震えちゃう（クリスタル映像、オムニバス）

### 2003年
- 2003年1月10日 巨乳奴隷妻（ディープス）
- 2003年1月15日 美熟女の快楽幻想的Ｍ女05（アルファインターナショナル）
- 2003年1月18日 巨乳爛漫 情熱エロ奥さま（鱗太朗商店、オムニバス）
- 2003年1月21日 人妻が熟れて我慢できない午後３時４（クリスタル映像、オムニバス）
- 2003年1月23日 おいしい人妻たち（SODクリエイト、オムニバス）
- 2003年2月1日 淫行レズ熟女３（フォーエバー、オムニバス、共演：友崎亜希）
- 2003年2月1日 高級美熟女（メディアボス、同名異作品有り）
- 2003年2月21日 ロードオブTHE理由あり人妻 札幌・釧路の奥様ズボッたれ（鱗太朗商店、オムニバス）
- 2003年3月6日 巨乳悦楽DX（プールクラブ・エンタテインメント、共演：友崎亜希）
- 2003年3月7日 人妻浪漫プラチナ（リッチジャパン）
- 2003年3月20日 疼き止められない…　人妻Eros６（ステージメディア、オムニバス）
- 2003年3月21日 禁断 猥褻妻の性 超淫乱 楠真由美（タカラ映像）
- 2003年3月21日 美熟女＊画報 Vol.1（KUKI、オムニバス）
- 2003年3月22日 近親相姦物語DX 第九巻 巨乳姉妹のパイズリ合戦（麒麟堂、共演：友田真希）
- 2003年3月24日 ツヤ艶淫乳姉さん（スカイラブ、オムニバス）
- 2003年3月26日 SHIROGANE 白金の人妻たち（ビッグモーカル、オムニバス）
- 2003年3月28日 喪服 ～巨乳妻の誘惑～（タカラ映像）
- 2003年3月30日 痴母の誘惑 義息溺愛物語（ロイヤル・アート、オムニバス）
- 2003年4月1日 淫母の宴 母三人息子三人大乱交の真相（レイディックス、共演：津村文、堀切忍）
- 2003年4月1日 高級美熟女（メディアボス、同名異作品有り）
- 2003年4月4日 バイブの虜 1（プールクラブ・エンタテインメント、オムニバス）
- 2003年4月5日 巨乳熟女 楠真由美さんとHな接吻＆セックスしませんか？ 2（ディープス）
- 2003年4月11日 団地妻 隠された女のうずき 誰か、後から奪って…（アテナ映像、オムニバス）
- 2003年4月15日 突撃熟女 爆淫トリプルバズーカ（ネクストイレブン、共演：堀切忍、草壁夕子）
- 2003年4月18日 色情歯科医院（フェアエスト、共演：神崎麗奈、天海唯）
- 2003年4月22日 イカセ 4時間 熟女編（ケイ・エム・プロデュース）
- 2003年4月28日 艶熟（グローリークエスト）
- 2003年4月28日 喜怒哀楽 1（アルファーインターナショナル、共演：友崎亜希）
- 2003年4月30日 熟れ頃喰べ頃巨乳妻の酸味汁（ロイヤル・アート、オムニバス）
- 2003年4月30日 抱かれたい人妻 ミセス東京デート（ステージメディア、オムニバス）
- 2003年5月3日 巨乳マンション ～イキまくりのGカップ完熟夫人～（ワープエンタテインメント）
- 2003年5月9日 私の義母（ママ）をレイプして！ 11（東京音光、共演：坂本雪音）
- 2003年5月13日 人妻温泉癒し系 3（クリスタル映像、オムニバス）
- 2003年5月25日 官能ミセスカタログ 妖艶熟女四十路編（ロイヤル・アート、オムニバス）
- 2003年6月11日 癒し系熟女 義母の乳房（笠倉出版社）
- 2003年6月20日 巨乳熟女たちの饗宴（アリスJAPAN、共演：友崎亜希、友田真希）
- 2003年6月20日 不倫妻がしてあげる 熟れ妻（ステージメディア、オムニバス）
- 2003年7月1日 ［にっぽん縦断“生”SEX］人妻味比べ（ムーディーズ、オムニバス）
- 2003年7月15日 四十路 真由美40歳（APA）
- 2003年7月16日 巨乳熟女イカせイカされ味くらべ（ビッグモーカル、共演：友崎亜希）
- 2003年7月18日 チン○○が濡れる人妻（KMP、オムニバス）
- 2003年7月22日 未亡人柔肌の悶え アソコが忘れてくれないの（クリスタル映像、オムニバス）
- 2003年8月31日 巨乳未亡人 背徳の喪服情事（鱗太朗商店、オムニバス）
- 2003年9月5日 美熟女だらけのママさんバレー（ディープス、共演者多数）
- 2003年9月6日 Puppet Dolls くすぐり（インターロック、オムニバス）
- 2003年9月19日 美熟女だらけのママさんバレー 公式プロフィール（ディープス、共演者多数）
- 2003年9月25日 激情の愛 家族遊戯 暴走した性の終着駅（NEXT GROUP）
- 2003年10月3日 巨乳人妻高級ソープ 二輪車（GLAY’z、オムニバス、共演；宮下真紀）
- 2003年10月15日 15人の極上巨乳妻（ビッグモーカル、オムニバス）
- 2003年11月15日 熟女ざかり（ムーディーズ、共演：友田真希）
- 2003年11月28日 熟女レズ（ジャネス、共演：友田真希）
- 2003年12月15日 男喰い熟女 ザーメン搾り（マドンナ、共演：友崎亜希、友田真希）

### 2004年
- 2004年1月15日 痴熟女発情オナニー1（マドンナ、オムニバス）
- 2004年1月15日 熟女ナマ撮り（マドンナ、オムニバス）
- 2004年1月15日 挑発巨乳妻街頭逆ナンパ【1】（マドンナ、オムニバス）
- 2004年1月21日 巨乳マンションEX サイドストーリー集（ワープエンタテインメント、オムニバス）
- 2004年3月19日 巨乳人妻が癒してあげる！（KMP、オムニバス）
- 2004年5月22日 隣の若奥様 三丁目（ラハイナ東海）
- 2004年6月10日 HARDCORE LESBIAN 友崎亜季＆楠真由美（ドリームクリエイト、共演：友崎亜希）
- 2004年2月15日 巨乳ママにやさしく癒されたい（マドンナ、オムニバス）
- 2004年3月19日 巨乳人妻が癒してあげる！（ケイ・エム・プロデュース、オムニバス）
- 2004年7月8日 短小と熟痴女（ハンドメイドビジョン、共演：宮下真紀）
- 2004年7月15日 乳義母 やさしい義母のおっぱい（ネクストイレブン、オムニバス）
- 2004年8月7日 巨乳熟女縄酔い崩壊 先天性M女シンドローム（シネマジック、オムニバス）
- 2004年8月20日 制服を着た熟女たち（アリスJAPAN、共演者多数）

### 2005年
- 2005年1月8日 熟女童貞少年狩り（カルマ）
- 2005年2月10日 人妻恥悦旅行 調教愛奴編５（グローリークエスト）
- 2005年2月15日 江戸川乱坊レイプサスペンス2 未亡人家政婦は見た（アレックス、共演：藤澤優子、椎名さくら）
- 2005年3月15日 美熟女画報［第六号］（ムーディーズ）
- 2005年5月19日 ぴったりフィットMOVIE（アウダースジャパン、共演：RIRICO）
- 2005年7月1日 熟女マニアがみる夢 ブルセラ熟女 4巻（AVS）
- 2005年9月5日 淫乱 痴女色情狂 05（麒麟堂、共演：水城ゆい）
- 2005年11月18日 艶女レズ 愛し合う淫らで美しい女達（ジャネス、共演：高島葉月）
- 2005年11月18日 HARDCORE LESBIAN 楠真由美＆水城ゆい（ドリームクリエイト、共演：水城ゆい）
- 2005年11月20日 友人の母 真由美（ムーディーズ）
- 2005年11月24日 痴熟女 男を吸い尽くす本能 10（アカデミック、共演：友田真希）
- 2005年11月25日 四十路緊縛愛奴 4（ドリームステージエンターテイメント）
- 2005年11月25日 近親調教 Mの棲む家 2（ゴーゴーズ、共演：岡本あい）

### 2006年
- 2006年1月15日 路上アクメ3（ジャネス、オムニバス）
- 2006年1月25日 露出 羞恥調教（未来フューチャー）
- 2006年2月24日 ぶっかけ熟女 第二章（アリスJAPAN、オムニバス）
- 2006年3月1日 凌辱巨乳妻 性獣の餌食（隼エージェンシー、共演：友田真希）
- 2006年6月24日 爆乳熟女バトル 亜希と真由美（ルビー、共演：友崎亜希）
- 2006年7月28日 ハイレグ熟女（ムーディーズ）
- 2006年8月28日 美熟女が拘束され加藤鷹にイカサレまくるビデオ！（溜池ゴロー）
- 2006年9月13日 熟女犬（溜池ゴロー、オムニバス）

### 2007年
- 2007年7月4日 溜池ゴローのうれごろ日記（ミル）

### 発売日不明
- 巨乳妻6（ルビー、高島妙子名義）
- おばんリターンズ（楠木真由美名義）
- 魚河岸の女石松（女優名なし）
- Icup熟女 友崎亜希vs楠真由美 爆乳王座決定戦（トランスコーポレーション、共演：友崎亜希）
- 人妻通信M 3（Club Madam）
- 激乳母（母子相姦援護會）
- 熟痴女ルームサービス2（バーチャルメディアプロデュース）
- 近親相姦 究極の欲望・禁じられた関係（ムーディーズ、楠木真由美名義、共演：渡瀬晶、七海りあ、かわいひかる）
- 熟女の口はもっと嘘をつく（アウダースジャパン）